# Michał Bernowicz
Michał Bernowicz herbu własnego (XVIII wiek) – sędzia ziemski nowogródzki od 1783 roku, podczaszy nowogródzki od 1780 roku, podkomorzy słucki, oboźny słucki w 1769 roku.
W 1788 roku był posłem na Sejm Czteroletni z województwa nowogródzkiego. Zwolennik konstytucji 3 maja. Konsyliarz konfederacji powiatu słuckiego Wielkiego Księstwa Litewskiego w 1792 roku.
W 1793 roku odznaczony Orderem Orła Białego, w 1791 roku został kawalerem Orderu Świętego Stanisława.